# Olympische Sommerspiele 1912/Leichtathletik – Kugelstoßen (Männer)
Das Kugelstoßen der Männer bei den Olympischen Spielen 1912 in Stockholm wurde am 10. Juli 1912 im Stockholmer Olympiastadion ausgetragen. 22 Athleten nahmen daran teil.
Olympiasieger wurde der US-Amerikaner Pat McDonald vor seinen Landsleuten Ralph Rose und Lawrence Whitney.
Der Österreicher Josef Schäffer belegte Rang dreizehn und war damit einen Platz besser als der deutsche Teilnehmer Karl von Halt. Der zweite deutsche Teilnehmer, Paul Willführ, wurde Achtzehnter.

## Bestehende Rekorde
| Weltrekord         | 15,54 m | Ralph Rose ( Vereinigte Staaten) | San Francisco, USA     | 21. August 1911 |
| Olympischer Rekord | 14,81 m | Ralph Rose ( Vereinigte Staaten) | OS St. Louis 1904, USA | 31. August 1904 |

Roses Weltrekord wurde nach der Gründung des Weltleichtathletikverbandes IAAF 1912 nachträglich anerkannt.

## Durchführung des Wettbewerbs
Die 22 Athleten traten in drei Gruppen zu einem Vorkampf an. Jeder hatte zunächst drei Versuche. Die besten drei Wettbewerber absolvierten anschließend weitere drei Versuche, wobei die Ergebnisse der ersten drei Durchgänge mit in die Wertung kamen.

## Legende
Kurze Übersicht zur Bedeutung der Symbolik – so üblicherweise auch in sonstigen Veröffentlichungen verwendet:
| – | verzichtet |
| x | ungültig   |

Die jeweils besten Weiten der einzelnen Teilnehmer sind fett gedruckt.

## Qualifikation
Datum: 10. Juli 1912

### Gruppe A

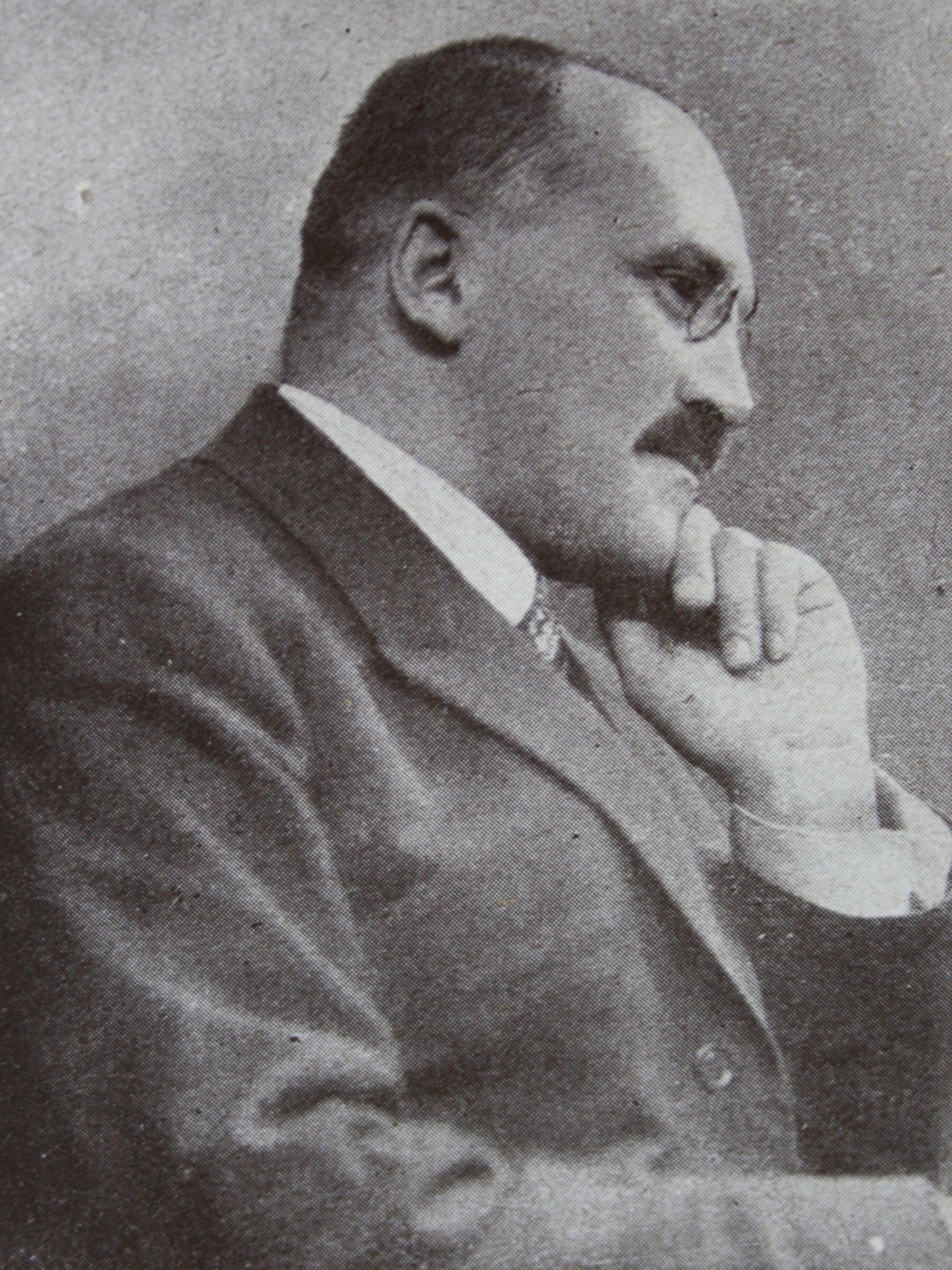
František Janda-Suk – im Vorkampf ausgeschieden mit 11,15 m, Gesamtrang fünfzehn

| Platz | Name                | Nation             | Resultat | 1. Versuch (m) | 2. Versuch (m) | 3. Versuch (m) |
| ----- | ------------------- | ------------------ | -------- | -------------- | -------------- | -------------- |
| 1     | Lawrence Whitney    | Vereinigte Staaten | 13,93 m  | k. A.          | k. A.          | 13,93          |
| 2     | Imre Mudin          | Ungarn             | 12,81 m  | k. A.          | k. A.          | 12,81          |
| 3     | Einar Nilsson       | Schweden           | 12,62 m  | 12,18          | k. A.          | 12,62          |
| 4     | Patrick Quinn       | Großbritannien     | 12,53 m  | k. A.          | k. A.          | 12,53          |
| 5     | Paavo Aho           | Finnland           | 12,40 m  | k. A.          | k. A.          | 12,40          |
| 6     | Michalis Dorizas    | Griechenland       | 12,05 m  | k. A.          | k. A.          | 12,05          |
| 7     | Karl von Halt       | Deutsches Reich    | 11,16 m  | k. A.          | k. A.          | 11,16          |
| 8     | František Janda-Suk | Böhmen             | 11,15 m  | k. A.          | k. A.          | 11,15          |

### Gruppe B

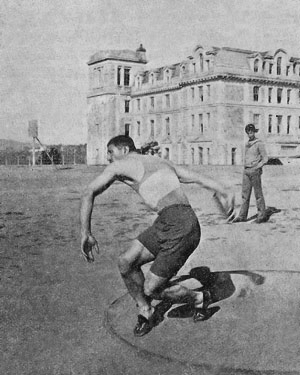
Mığır Mığıryan – im Vorkampf ausgeschieden mit 10,33 m, Gesamtrang neunzehn

| Platz | Name               | Nation             | Resultat   | 1. Versuch (m) | 2. Versuch (m) | 3. Versuch (m) |
| ----- | ------------------ | ------------------ | ---------- | -------------- | -------------- | -------------- |
| 1     | Ralph Rose         | Vereinigte Staaten | 15,25 m OR | 14,98 OR       | 14,68          | 15,25 OR       |
| 2     | Elmer Niklander    | Finnland           | 13,65 m000 | 13,52000       | x              | 13,65000       |
| 3     | Josef Schäffer     | Österreich         | 11,44 m000 | 11,44000       | x              | x000           |
| 4     | Raoul Paoli        | Frankreich         | 11,11 m000 | 9,810          | 10,61          | 11,11000       |
| 5     | Marcel Pelletier   | Luxemburg          | 11,04 m000 | 10,68000       | 11,04          | x000           |
| 6     | Paul Willführ      | Deutsches Reich    | 10,90 m000 | x000           | x              | 10,90000       |
| 7     | Mığır Mığıryan     | Osmanisches Reich  | 10,33 m000 | 10,33000       | x              | 10,63000       |
| 8     | Arvīds Ozols-Berne | Russland           | 10,33 m000 | x000           | 10,33          | x000           |

### Gruppe C

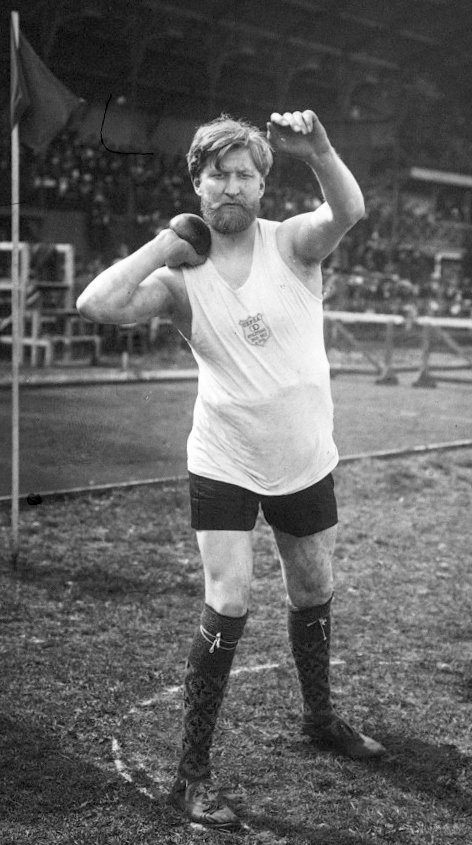
André Tison – im Vorkampf ausgeschieden mit 12,41 m, Gesamtrang neun

| Platz | Name             | Nation             | Resultat | 1. Versuch (m) | 2. Versuch (m) | 3. Versuch (m) |
| ----- | ---------------- | ------------------ | -------- | -------------- | -------------- | -------------- |
| 1     | Pat McDonald     | Vereinigte Staaten | 14,78 m  | 14,54          | 14,27          | 14,78          |
| 2     | George Philbrook | Vereinigte Staaten | 13,13 m  | 12,84          | 13,13          | x              |
| 3     | André Tison      | Frankreich         | 12,41 m  | x              | 11,74          | 12,41          |
| 4     | Aurelio Lenzi    | Italien            | 11,57 m  | 10,52          | 11,25          | 11,57          |
| 5     | Ēriks Vanags     | Russland           | 10,44 m  | x              | x              | 10,44          |
| 6     | Charles Lagarde  | Frankreich         | 09,41 m  | 09,41          | x              | x              |

## Finale
Datum: 15. Juli 1912 
| Platz | Name             | Nation             | Resultat   | Bester Versuch aus dem Vorkampf (m) | 1. Versuch (m) | 2. Versuch (m) | 3. Versuch (m) |
| ----- | ---------------- | ------------------ | ---------- | ----------------------------------- | -------------- | -------------- | -------------- |
| 1     | Pat McDonald     | Vereinigte Staaten | 15,34 m OR | 14,78 m000                          | 15,34 OR       | –              | –              |
| 2     | Ralph Rose       | Vereinigte Staaten | 15,25 m    | 15,25 m OR                          | 14,96000       | –              | –              |
| 3     | Lawrence Whitney | Vereinigte Staaten | 13,93 m    | 13,93 m000                          | –000           | –              | –              |

## Endresultat
| Platz | Name             | Land               | Weite      |
| ----- | ---------------- | ------------------ | ---------- |
| 1     | Pat McDonald     | Vereinigte Staaten | 15,34 m OR |
| 2     | Ralph Rose       | Vereinigte Staaten | 15,25 m000 |
| 3     | Lawrence Whitney | Vereinigte Staaten | 13,93 m000 |
| 4     | Elmer Niklander  | Finnland           | 13,65 m000 |
| 5     | George Philbrook | Vereinigte Staaten | 13,13 m000 |
| 6     | Imre Mudin       | Ungarn             | 12,81 m000 |
| 7     | Einar Nilsson    | Schweden           | 12,62 m000 |
| 8     | Patrick Quinn    | Großbritannien     | 12,53 m000 |
| 9     | André Tison      | Frankreich         | 12,41 m000 |
| 10    | Paavo Aho        | Finnland           | 12,40 m000 |
| 11    | Michalis Dorizas | Griechenland       | 12,05 m000 |

| Platz | Name                | Land              | Weite   |
| ----- | ------------------- | ----------------- | ------- |
| 12    | Aurelio Lenzi       | Italien           | 11,57 m |
| 13    | Josef Schäffer      | Österreich        | 11,44 m |
| 14    | Karl von Halt       | Deutsches Reich   | 11,16 m |
| 15    | František Janda-Suk | Böhmen            | 11,15 m |
| 16    | Raoul Paoli         | Frankreich        | 11,11 m |
| 17    | Marcel Pelletier    | Luxemburg         | 11,04 m |
| 18    | Paul Willführ       | Deutsches Reich   | 10,90 m |
| 19    | Mığır Mığıryan      | Osmanisches Reich | 10,33 m |
| 20    | Ēriks Vanags        | Russland          | 10,44 m |
| 21    | Arvīds Ozols-Berne  | Russland          | 10,33 m |
| 22    | Charles Lagarde     | Frankreich        | 09,41 m |

Schon im ersten Versuch ging der Goldmedaillengewinner von 1908 Ralph Rose mit neuem Olympiarekord von 14,98 m in Führung, den er im dritten Versuch nochmals auf 15,25 m verbesserte. Pat McDonald, bereits mit seinen 14,54 m aus Durchgang eins für das Finale qualifiziert, konnte noch auf 14,78 m zulegen. Lawrence Whitney qualifizierte sich im dritten Versuch für das Finale.
Während Whitney insgesamt nur einen gültigen Versuch abliefern konnte, der ihm aber die Bronzemedaille einbrachte, verbesserte McDonald den Olympiarekord seines Rivalen Rose aus der Vorrunde um weitere neun Zentimeter auf 15,34 m und sicherte sich damit den Sieg. Insgesamt war es eine Zwei-Klassengesellschaft. Rose und McDonald lagen mit ihren besten Stößen deutlich über fünfzehn Meter, während alle anderen Teilnehmer mit ihren Stößen unter vierzehn Meter blieben.
McDonalds Goldmedaille war der fünfte US-amerikanische Sieg im fünften olympischen Finale. Dazu war es nach 1900 und 1904 der dritte Dreifacherfolg der USA.

## Bildergalerie

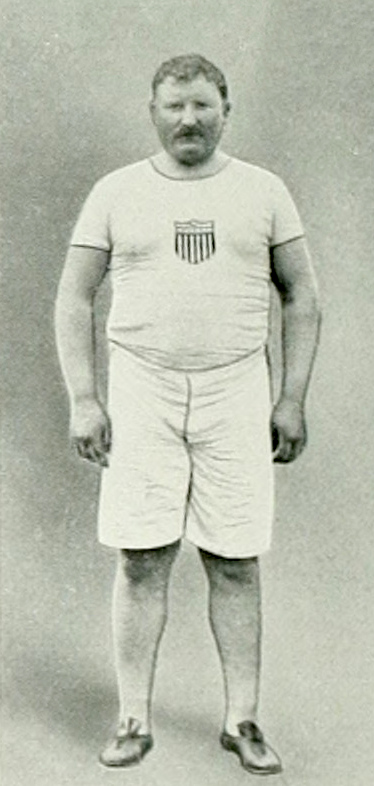
Olympiasieger Pat McDonald
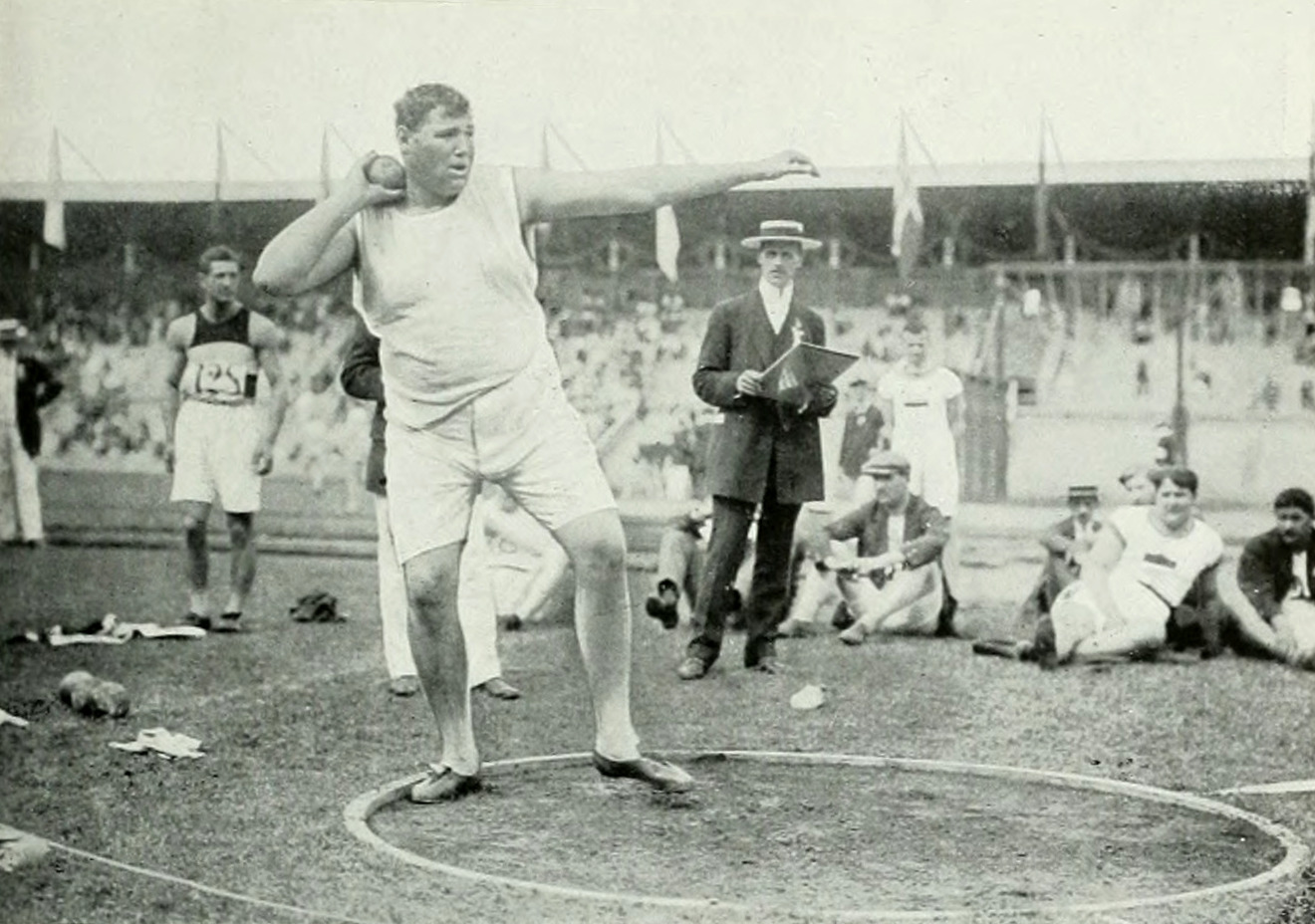
Ralph Rose, Olympiasieger von 1908 und Weltrekordinhaber, gewann Silber
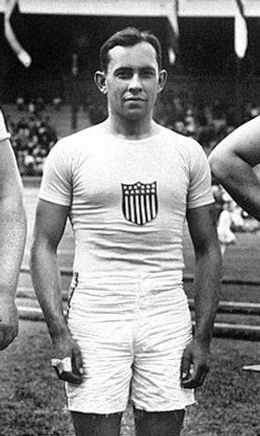
Bronzemedaillengewinner Lawrence Whitney

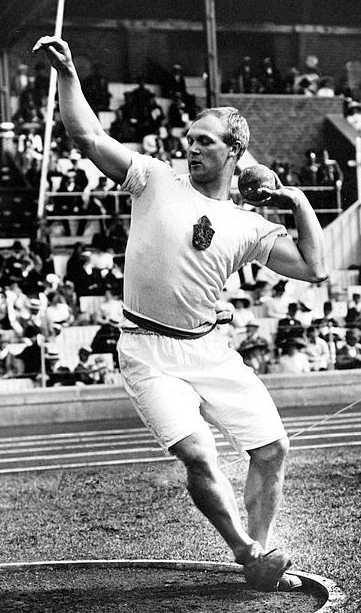
Elmer Niklander belegte Rang vier
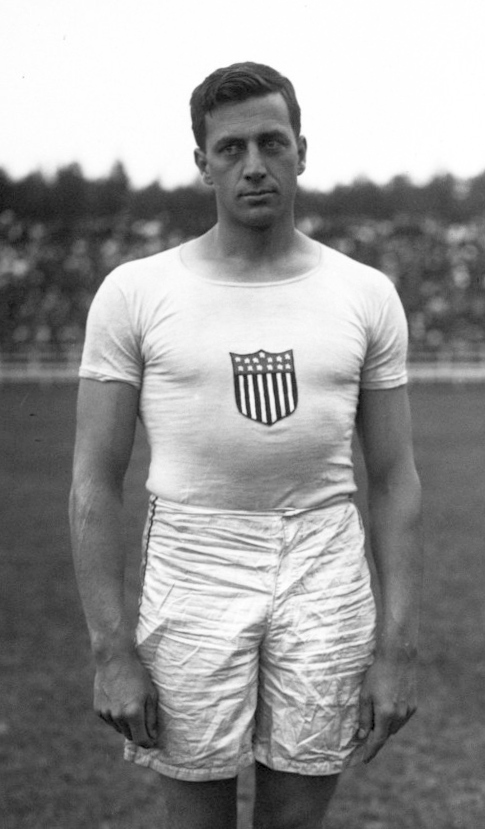
Der fünftplatzierte George Philbrook
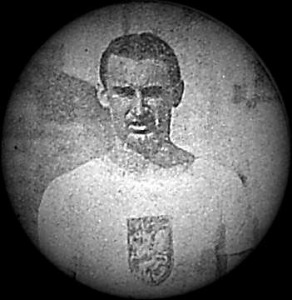
Imre Mudin kam auf den sechsten Platz
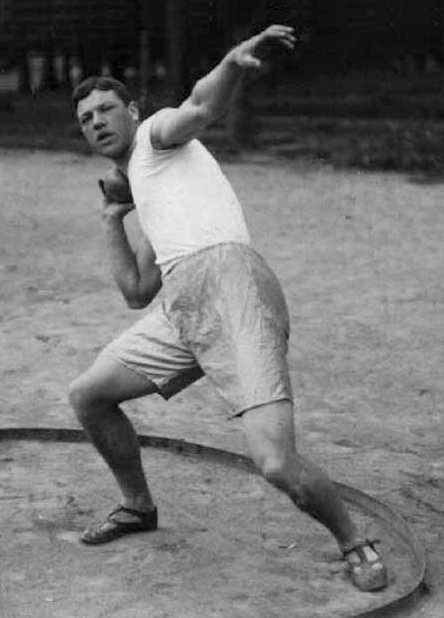
Einar Nilsson – Rang sieben
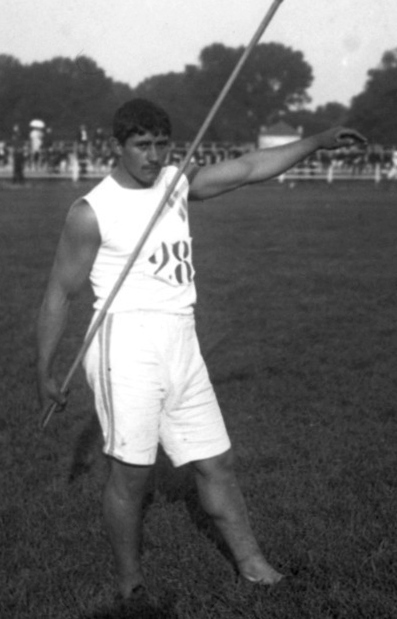
Michalis Dorizas (hier als Speerwerfer) erreichte Platz elf
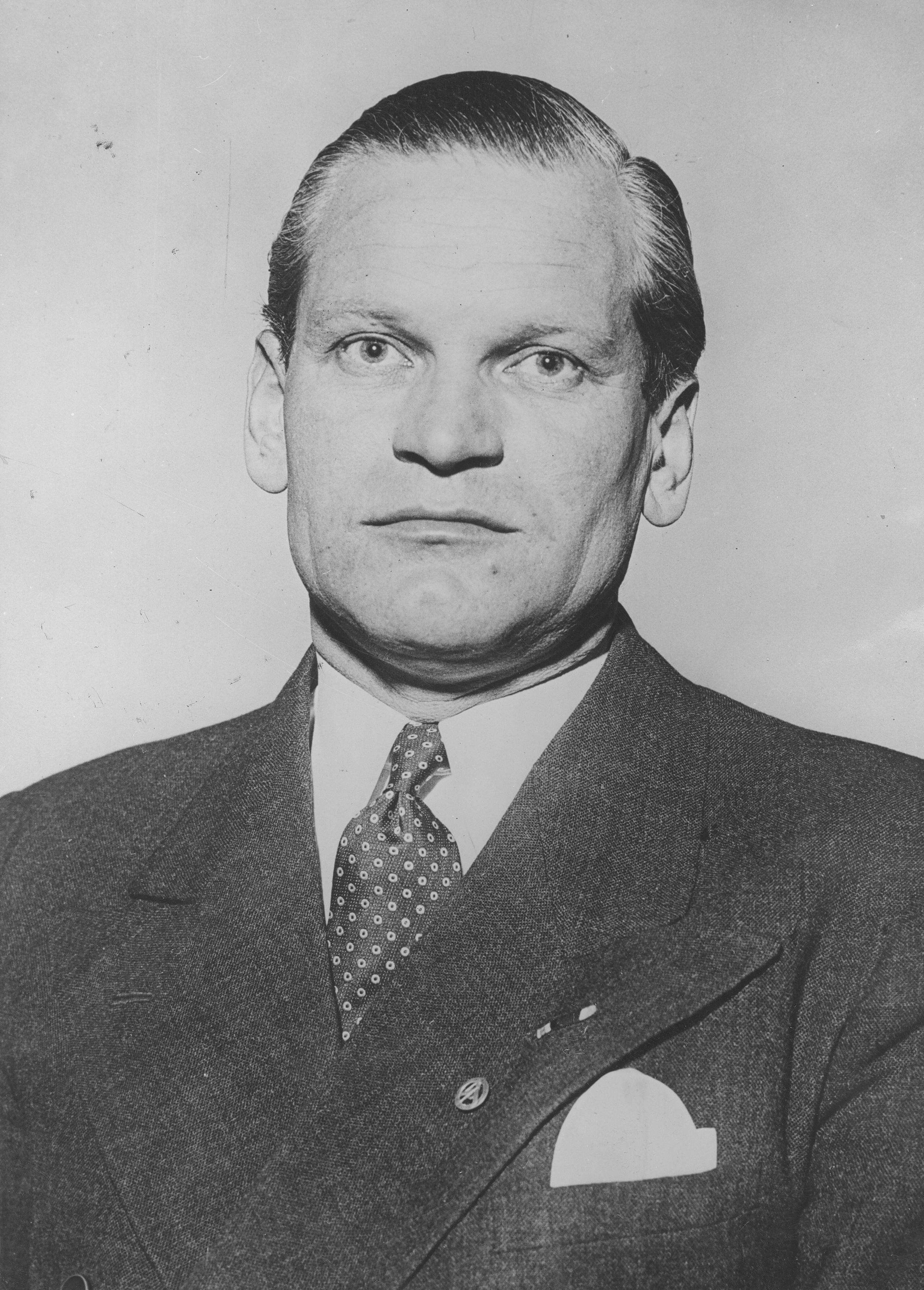
Karl Ritter von Halt (hier nach seiner aktiven Zeit) – Platz vierzehn
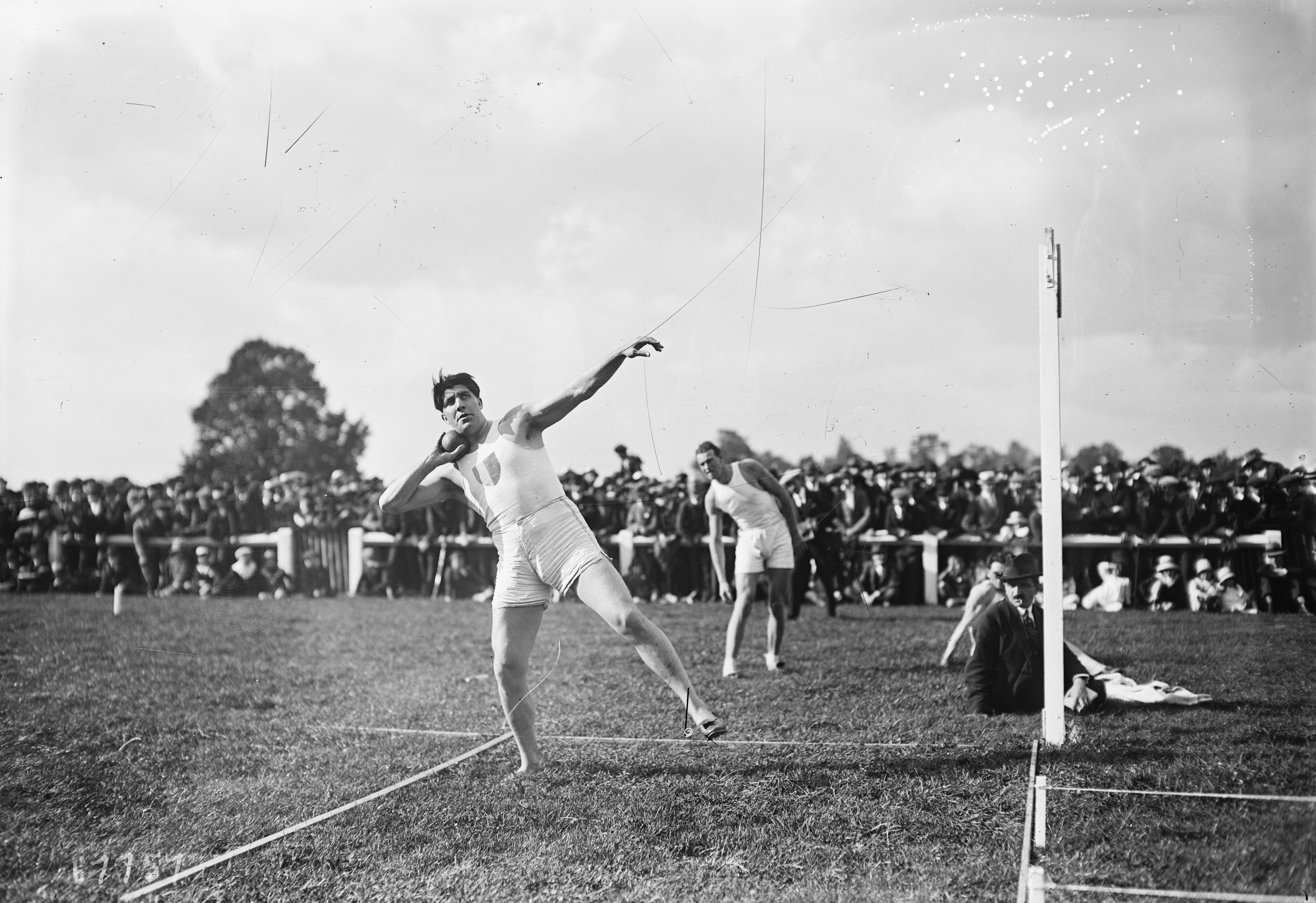
Rang sechzehn für Raoul Paoli (hier in einer Aufnahme aus dem Jahr 1920)

## Video
- 1912 Stockholm Olympics - Gymnastics, Athletics, Fencing & 5000 metres, youtube.com, Bereich: 6:24 min bis 6:56 min, abgerufen am 20. Mai 2021